# Tell Me Something I Don't Know
Tell Me Something I Don't Know is een lied van Selena Gomez uit 2008, dat onder andere te horen is in de film Another Cinderella Story, waarin Gomez de hoofdrol vertolkte.
Het nummer werd op 5 augustus 2008 uitgebracht op iTunes en haalde de 13e plaats in de Australian Hitseekers Singles-lijst. Tevens kwam het nummer op de 58e plaats in de Billboard Hot 100. Het nummer is ook onderdeel van de albumuitgave van de soundtrack van Another Cinderella Story en was, heruitgevoerd en iets korter (2:55), een van de nummers op het album Kiss & Tell, dat Selena Gomez & the Scene in oktober 2009 uitbracht.